# Tröstauer Forst-West

Lage des Tröstauer Forst-West

Der Tröstauer Forst-West ist ein 14,46 km² großes gemeindefreies Gebiet westlich von Wunsiedel im oberfränkischen Landkreis Wunsiedel im Fichtelgebirge.

## Schutzgebiete

### Geotope

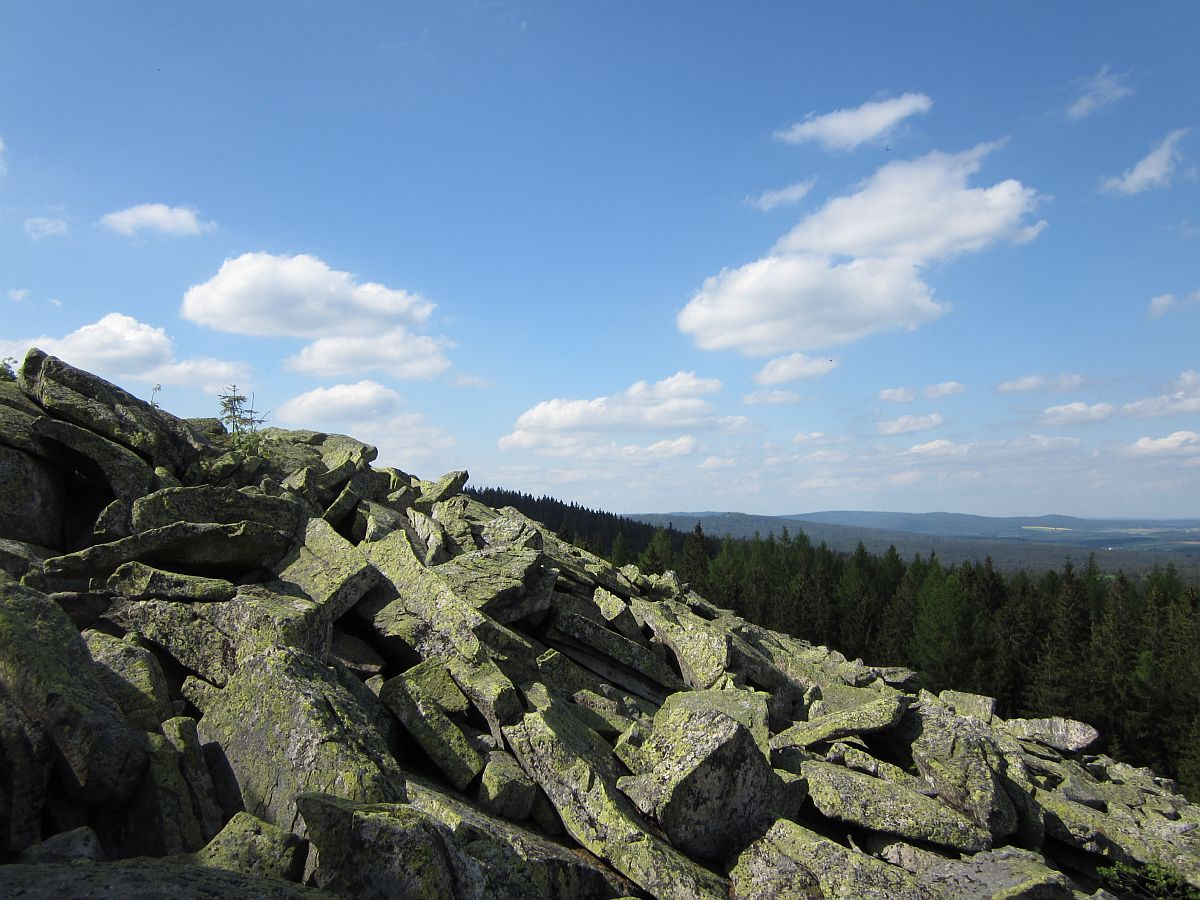
Plattengipfel

- Ehemaliger Fuchsbau – Steinbrüche NW von Tröstau (Geotop-Nummer 479A017)
- Blockmeer am Gipfel der Platte (Geotop-Nummer 479R025)
- Prinzenfelsen SE von Silberhaus (Geotop-Nummer 479R024)
- Girgelhöhle NW von Nagel (Geotop-Nummer 479H001)